# 1997 en sociologie
| Années de la sociologie : 1994 - 1995 - 1996 - 1997 - 1998 - 1999 - 2000    |
| Décennies de la sociologie : 1960 - 1970 - 1980 - 1990 - 2000 - 2010 - 2020 |

Cet article présente les événements de l'année 1997 dans le domaine de la sociologie.

## Publications

### Livres
- Pierre Bourdieu, Méditations pascaliennes
- Jean Baudrillard, De l'exorcisme en politique, ou la conjuration des imbéciles
- Ulrich Beck, The Reinvention of Politics
- Michael Bury, Health and Illness in a changing society
- Stuart Hall, (ed.) Represenation: Cultural Representations and Signifying Process
- Farhad Khosrokhavar, L'islam des jeunes, Flammarion, 323 p.
- Niklas Luhmann, The Society of Society est publié et gagne l'European Amalfi Prize for Sociology and Social Sciences.
- Charles Murray, IQ and Economic Success.
- Chris Shilling, The Body and Social Theory
- Beverley Skeggs, Formations of Class and Gender: Becoming Respectable
- Sylvia Walby, Gender Transformations
- Katherine Woodward, Identity and Difference
- Slavoj Žižek, Multi-culturalism ou The Cultural Logic of Multi-national Capitalism

## Congrès
- XXIe congrès de l’Association européenne de sociologie à São Paulo au Brésil.
- 27-30 août : 3e congrès de l’Association européenne de sociologie à Essex au Royaume-Uni.

## Autres
- Neil Smelser devient président de l’Association américaine de sociologie.
- Martin Kohli (université de Berlin, Allemagne) devient président de l’Association européenne de sociologie.